# 八卦嶺駅
八卦嶺駅（はっけれいえき、中文表記: 八卦岭站、英文表記: Bagualing Station）は、中華人民共和国深圳市福田区に位置する深圳地下鉄7号線（西麗線）の駅である。

## 駅構造
島式ホーム1面2線の地下駅である。